# François Malkovsky
 (juillet 2020).
Si vous disposez d'ouvrages ou d'articles de référence ou si vous connaissez des sites web de qualité traitant du thème abordé ici, merci de compléter l'article en donnant les références utiles à sa vérifiabilité et en les liant à la section « Notes et références ».
François Malkovsky, né le 22 septembre 1889 à Budweis (Autriche-Hongrie) et mort le 9 janvier 1982 à Laon, est un danseur et chorégraphe, un des pionniers de l'école de danse libre de Paris.

## Biographie
Après des études pour devenir ingénieur des Eaux et Forêts, il suit des cours de chant à Prague. En 1910, refusant de faire son service militaire, il s'installe à Paris pour y poursuivre des études de chant lyrique et de philosophie.
Pendant la guerre de 1914-1918, il s'engage dans la légion étrangère et combat dans les tranchées.
Blessé et réformé durant la Première Guerre mondiale, François Malkovsky retourne à Paris. C'est à cette période qu'il assiste pour la première fois à un spectacle d'Isadora Duncan. Il change alors complètement de voie : il vient de découvrir que la danse, libre et joyeuse, telle qu'Isadora l'exprime, permet, mieux encore que le chant, de traduire les émotions éveillées par la musique ; mieux encore que la voix, le corps permet un engagement total, une “prise de risque” plus convaincante.
Il se prépare à une carrière d’artiste et de pédagogue en fréquentant les cours de Danse libre et en collaborant avec certains responsables de ces courants nouveaux, tels que Raymond Duncan et Marie Kummer. Dans le sillage de la Révolution isadorienne, il fonde en 1920 sa propre École de Danse à Paris dans un hôtel particulier, au 41 boulevard Berthier.
C'est à cette même époque que François Malkovsky fréquente les sculpteurs Jean et Joël Martel. Il séjourne à plusieurs reprises dans leur villa de La Chapellenie à Saint-Jean-de-Monts. Il y rencontre de nombreux artistes et est sollicité par les deux frères pour servir de modèle pour la réalisation d'un monument, hommage à Claude Debussy.
Durant la seconde guerre mondiale, François Malkovsky voyage en Afrique et en Algérie, où une de ses élèves, Ludmilla Ldinova a ouvert une école. Cette parenthèse met fin à la carrière artistique de François Malkovsky qui donne son ultime récital le 18 juin 1948. Il se consacrera par la suite à l'enseignement de sa méthode de danse libre, qu'il qualifie « d'art de vivre ».
À partir des années 1950, c'est un nouveau public qui découvre l'enseignement de François Malkovsky : les instituteurs et professeurs d'éducation physique. Attirés par cette nouvelle méthode, les membres du corps enseignant viennent en nombre aux différents stages organisés au studio du boulevard Berthier mais aussi dans la France entière. Ce nouveau public oblige François Malkovsky à modifier quelque peu son enseignement. Pour le rendre plus abordable, les mouvements de base et enchaînements sont simplifiés.
En 1970, François Malkovsky s'installe à Callian (Var) pour poursuivre son travail d'enseignement jusqu'en 1981.
François Malkovsky meurt en 1982 à Laon au domicile d'une de ses anciennes élèves, Françoise Carlier.
François Malkovsky était célibataire et père de deux enfants (non reconnus).
À sa mort, ses plus fidèles disciples s'efforcent de perpétuer la mémoire et l'enseignement de François Malkovsky par l'entremise de publications mais aussi d'organisation de stages et de spectacles. Deux associations sont particulièrement actives dans ce domaine : les Amis de Malkovsky créée dès 1964 et Mouvement-Musique créée en 1981 par Suzanne et Alexandre Bodak. C'est cette dernière association qui a fait don au Centre national de la danse d'une partie des documents qu'elle possédait.

## Enseignement
À la question « qu'est-ce que la danse ? », François Malkovsky répondait : « Je m'efforce de développer chez mes élèves leurs capacités physiques, mentales, émotionnelles, et spirituelles ». Il rappelait que "le plus beau des arts est l'art de vivre où la danse représente une partie des plus importantes". Son exigence de "Vérité" était aussi une exigence “d'Unité" exprimée dans son article "La Recherche du vrai par le beau", publié dans le Journal Musical et théâtral de 1934 : "Et voici la route vers l’harmonie des mouvements, vers l’expression des choses sublimes, vers la Danse libre, le chemin le plus direct vers le Dieu, Un". Il citait fréquemment Ainsi parlait Zarathoustra de Friedrich Nietzsche.
François Malkovsky insistait sur la nécessité de retrouver le “mouvement humain naturel” malmené par la vie moderne, en harmonie sensible et rythmique avec la partition musicale. Il était particulièrement attentif à la souplesse de la colonne vertébrale qu'il appelait “l'arbre de vie du mouvement”. Sa vision du “geste juste” était inspirée des mouvements des animaux, de la gestuelle des enfants et de “l'économie d'effort” des artisans, inspiré en cela par l'enseignement de Raymond Duncan.
Dans les années 1970, il a adopté le terme  “hara” — emprunté à Graf von Dürckheim — pour désigner le centre vital du mouvement que l'école isadorienne avait situé au plexus solaire. Toutefois, ce changement de perspective n'a pas affecté sa technique. Plus tard, la lecture d'un ouvrage d'Itsuo Tsuda l'a incité à utiliser dans son enseignement le terme japonais 気 ki pour désigner l'impulsion à la source de tout geste.

## Chorégraphies
Le patrimoine artistique de François Malkovsky est composé de chorégraphies créées dès les années 1920 et qu'il a dansées sur scène jusque dans les années 1950. Celles-ci ont été inspirées par un corpus musical dans lequel la musique romantique du XIXe siècle tient une place importante : Chopin (valses, mazurkas, polonaises), Schubert (valses, moments musicaux), Dvorak (danses slaves, valses), Brahms (valses, danses hongroises), Beethoven, Schumann, Liszt, Moussorgsky, Borodine, Debussy, Grieg…
Grâce au concours de son pianiste Alexandre Bodak, des enchaînements divers ont été développés et enseignés par le maître à partir des années 1960. En plus des compositeurs favoris de Malkovsky, le pianiste a largement enrichi les propositions musicales.
| Titre                  | Chorégraphe                                | Musique                                                                 | Date de création | Thème             |
| ---------------------- | ------------------------------------------ | ----------------------------------------------------------------------- | ---------------- | ----------------- |
| Bydlo                  | François Malkovsky                         | Bydlo, quatrième mouvement des Tableaux d'une exposition de Moussorgski | 1925             | Le Dur Labeur     |
| Pensée constante       | François Malkovsky, d'après Isadora Duncan | Valse op.39 n° 15 de Brahms                                             | 1925             | Hommage à Isadora |
| 5e mazurka             | François Malkovsky                         | Mazurka op. 7 no 1 de Frédéric Chopin                                   | 1923             |                   |
| Rêve d'amour           | François Malkovsky                         | Liebestraum n° 3 de Franz Liszt                                         | avant 1958       |                   |
| Les Pleurs             | François Malkovsky                         | Extrait d'Orphée et Eurydice de Gluck                                   | avant 1958       |                   |
| Le Désir               | François Malkovsky                         | Sehnsuchts Walzer op. 9 no 2 de Franz Schubert                          | 1931             |                   |
| Grande Valse brillante | François Malkovsky                         | Grande valse brillante op. 18 de Chopin                                 | 1936             |                   |
| Valse à deux           | François Malkovsky                         | Grande valse brillante op. 34 n° 1 de Chopin                            |                  |                   |